# Leadmill
Leadmill (с англ. — «Свинцовая мельница») — ночной клуб и площадка для музыкальных выступлений в Шеффилде (Англия) на Лидмилл Роад, в юго-восточной части центра города. Открылся в 1980 году в здании бывшей мукомольной мельницы. Открытие совпало с подъёмом шеффилдских музыкальных групп The Human League, Cabaret Voltaire, Heaven 17 и ABC.
Одними из первых запоминающихся событий в клубе были пантомима, поставленная Джарвисом Кокером в 1982 году, и участники группы The Housemartins, решившие пойти на своё собственное выступление и не пропущенные охранниками, в 1984-м.
Leadmill неоднократно признавалась лучшей концертной площадкой читателями журнала NME.
В последнее время в клубе проходит много выступлений таких групп как Milburn, Coldplay, Snow Patrol, The Killers, Enter Shikari, Klaxons, The Coral, Explosions In The Sky, Kids In Glass Houses, Elliot Minor, One Night Only, The Audition, The Maccabees и шеффилдской группы Arctic Monkeys, билеты на выступление которой в 2005 году были распроданы быстрее, чем на кого-либо раньше.
The Libertines выступали здесь 5 раз в 2002 году с группой Parva на разогреве, которая позже вернулась в качестве хэдлайнера под названием Kaiser Chiefs. Также и в 2003 году Hot Hot Heat играли на разогреве у Franz Ferdinand, перед тем как самим стать хэдлайнерами.